# Шесть бессмертных

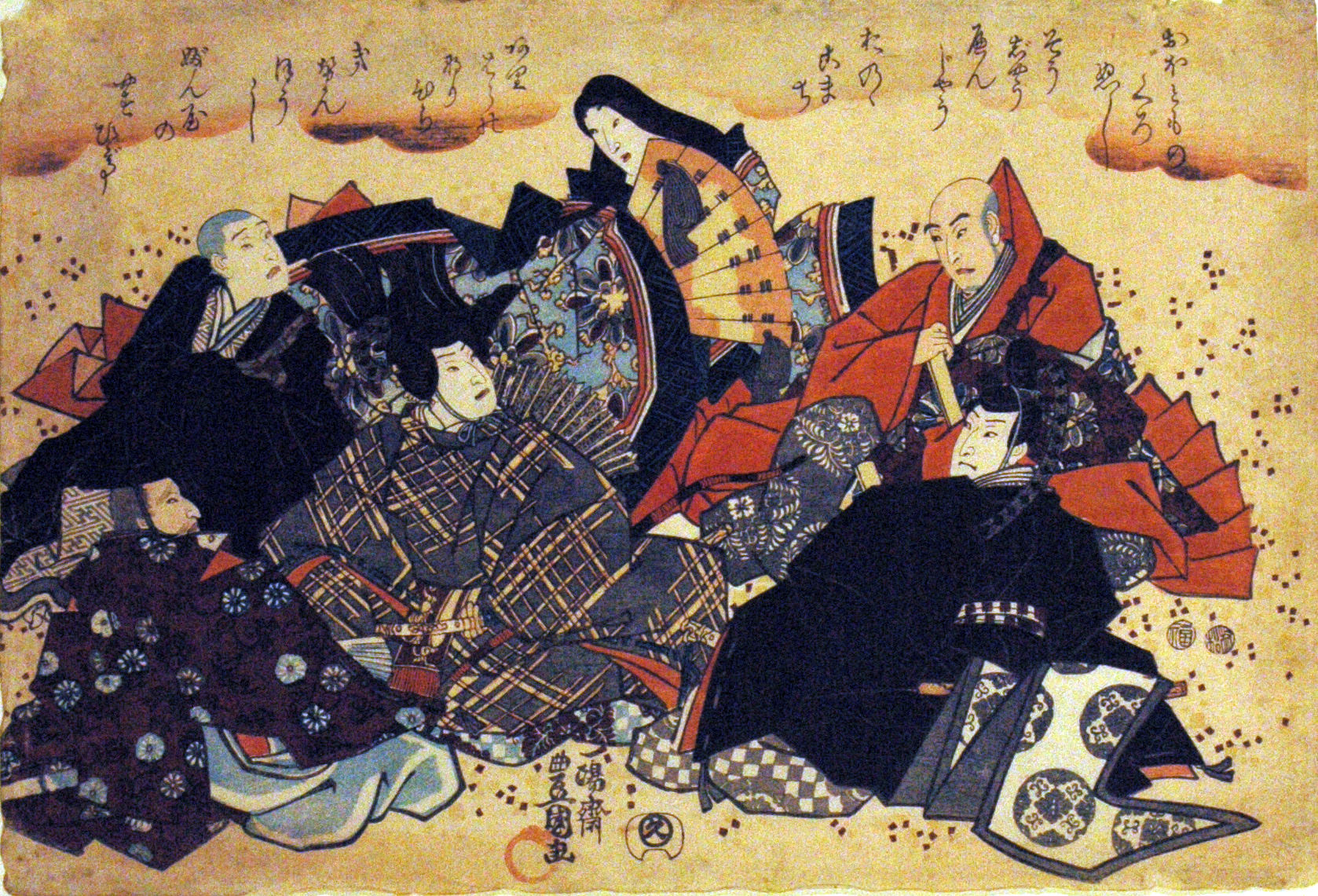
Актеры в роли шести бессмертных поэтов в 1939 г. Ксилография Утагавы Кунисады

«Шесть бессмертных», «Шесть лучших поэтов» (яп. 六歌仙 роккасэн) — шесть выдающихся японских поэтов, творивших в жанре вака в IX–X веках.

### Список
- Хэндзё
- Аривара-но Нарихира
- Фунъя-но Ясухидэ
- Кисэн-хоси
- Оно-но Комати
- Отомо Куронуси

## Антология
Список из шести великих поэтов сформирован Ки-но Цураюки в предисловии к императорской антологии «Кокинсю». Однако титул «бессмертных» (касен) был дан им более поздними критиками. У Цураюки это «шесть знаменитых поэтов недавних времен». В дальнейшем известны также списки «тридцать шесть бессмертных поэтов» и сто поэтов антологии Огура хякунин иссю.